# Löptener Hauptgraben
Der Löptener Hauptgraben ist ein Meliorationsgraben und Zufluss des Klein Köriser Sees im Landkreis Dahme-Spreewald in Brandenburg.

## Verlauf
Der Graben beginnt auf einer landwirtschaftlich genutzten Fläche südlich von Halbe und fließt dort vorzugsweise in nordöstlicher Richtung durch die Gemeinde. Er unterquert dabei die Lindenstraße, fließt zunächst durch zwei unbenannte Seen und schließlich durch den Heidesee. Anschließend unterquert er die Bahnstrecke Berlin–Görlitz, fließt am Karosseriesee vorbei und verläuft auf einer Länge von rund 1,6 km entlang der genannten Bahnlinie. Von Südwesten fließt dabei im Bedarfsfall Wasser hinzu, das im Industriegebiet der Gemeinde über Gräben abgeleitet wird. Im weiteren Verlauf fließt er auf einer Länge von rund 3,6 km in vorzugsweise nördlicher Richtung. Er passiert dabei das östlich gelegene Forsthaus Löpten, einen Wohnplatz der Gemeinde Groß Köris, um anschließend durch den Groß Köriser Ortsteil Löpten zu fließen. Im westlichen Bereich des Ortsteils besteht im Naturschutzgebiet Löptener Fenne–Wustrickwiesen eine Verbindung zum Fennegraben B, der in den Wustrickgraben entwässert. Nördlich des Ortsteils fließen je nach Wasserstand aus dem östlich gelegenen Flächennaturdenkmal Schiebsluch Löpten sowie einer westlich gelegenen Fläche an der Landstraße 742 zwei unbenannte Gräben zu. Der Löptener Hauptgraben unterquert diese Landstraße und entwässert rund 600 m weiter nördlich in den Klein Köriser See.